# Rivoluzione russa
La Rivoluzione russa (in russo Великая русская революция?, Velíkaja rússkaja revoljúcija, "Grande rivoluzione russa") è stato un evento sociopolitico, avvenuto in Russia nel 1917, che portò al rovesciamento dell'Impero russo e alla creazione della Repubblica russa, succeduta dalla Repubblica Socialista Federativa Sovietica Russa e, nel 1922, in seguito alla guerra civile russa, dell'Unione Sovietica. Fu un tentativo di applicazione delle teorie sociali ed economiche di Karl Marx e Friedrich Engels.
All'inizio del 1917, l'Impero russo, che da tre anni combatteva nella prima guerra mondiale come membro della Triplice intesa, era stremato: le perdite ammontavano a più di sei milioni tra morti, feriti e prigionieri e, tranne alcune vittorie sul fronte austriaco, ormai vanificate dagli eventi, la Russia aveva subito una grave serie di sconfitte che avevano comportato la perdita della Polonia, di una parte di Paesi baltici e dell'Ucraina, portando così il fronte all'interno dei suoi stessi confini, mentre le condizioni del popolo si aggravavano fortemente.
Il regime zarista, chiuso a riccio nella difesa del principio dell'autocrazia, aveva ormai perso del tutto il contatto con la realtà della Russia, al punto che anche molti degli elementi conservatori delle classi tradizionalmente alleate del regime stavano prendendo coscienza che solo un'uscita di scena dello zar Nicola II avrebbe permesso loro di mantenere il controllo dello Stato. A Pietrogrado scoppiò la rivolta con la Rivoluzione di febbraio e il 2 marzo (15 marzo secondo il calendario gregoriano) Duma e Soviet di operai e soldati si accordarono per la deposizione dello zar e l'istituzione di un governo provvisorio formato da cadetti, menscevichi e socialisti rivoluzionari.
Si formò il governo provvisorio di Georgij L'vov, che indusse Nicola II ad abdicare. Mentre lo zar e la sua famiglia venivano arrestati, nel Paese si formarono due poteri: quello del governo provvisorio e quello dei soviet, formato da delegati eletti, compresi i bolscevichi. Contemporaneamente, si diffuse in tutto il paese il disfattismo nazionale, segno della crescente stanchezza verso la guerra. Il leader bolscevico Lenin, tornato dall'esilio, sostenne la necessità di trasformare la rivoluzione borghese di febbraio in rivoluzione proletaria, guidata dai soviet, e che mirava all'instaurazione di una società comunista. Nell'ottobre seguente i bolscevichi occuparono i punti nevralgici della capitale, dando vita alla Rivoluzione d'ottobre.
La vittoria dei bolscevichi portò al rovesciamento del Governo provvisorio russo e alla nascita della Repubblica Socialista Federativa Sovietica Russa, governata dal Consiglio dei commissari del popolo. Dal 1917 al 1921 esplose la guerra civile russa, che avrebbe visto la vittoria dell'Armata Rossa (bolscevichi) sull'Armata Bianca (contro-rivoluzionari) e ciò portò, nel 1922, all'istituzione dell'Unione Sovietica.

## Contesto storico

### La Russia tra i due secoli

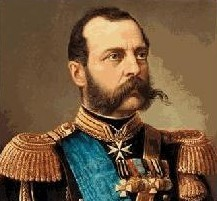
Lo zar Alessandro II

Guidato da un sistema autocratico e assolutistico incentrato sulla figura dello zar, l'Impero russo negli ultimi anni del XIX secolo era attraversato da profonde contraddizioni sociali e da grande povertà. Nel 1815 la popolazione russa era composta da 45 000 000 di abitanti e gran parte di essa (80%) era composta da servi della gleba o contadini di terre direttamente di proprietà dello zar. Nel 1861 lo zar Alessandro II, salito al trono nel 1855, migliorò questa condizione, abolendo la servitù della gleba e dando la possibilità ai contadini di affrancarsi se questi erano in grado di riscattare la terra in cui lavoravano, ma nel 1881 il 51% di questi contadini doveva ancora finire di pagare per la propria libertà. Nello stesso anno Alessandro II rinnovò il sistema giudiziario, dando maggior autonomia ai tribunali, migliorò l'istruzione e attenuò la censura, avviando così una circolazione di idee che era stata fino a quel momento sconosciuta in Russia, mentre nelle altre nazioni europee era già presente da molto tempo. Se l'industrializzazione anche in questa parte del mondo iniziava il suo cammino, procedeva tuttavia con modalità che i paesi europei avevano sperimentato già all'inizio dell'Ottocento e ormai superato.
La Russia, il paese di enorme estensione che fungeva da cerniera tra Europa ed Asia, era dunque lo Stato europeo più arretrato: sebbene gli ingenti investimenti esteri avessero permesso, tra il 1888 e il 1913, il raddoppio della rete ferroviaria e l'aumento di quattro volte di quella telegrafica, nonché un discreto aumento delle esportazioni di cereali, il valore della produzione industriale, pur in forte crescita, restava comunque due volte e mezzo inferiore a quello della Francia, sei volte inferiore a quello della Germania e quattordici volte in meno rispetto agli Stati Uniti; inoltre, il PIL pro capite era pari ad un quarto di quello degli USA e inferiore anche a quello della Spagna e dell'Austria-Ungheria.
Oltretutto, l'industrializzazione russa restava fortemente legata al capitale estero, che possedeva oltre la metà del capitale azionario, non favoriva la creazione di attività economiche locali ed era concentrata in limitate aree urbane dove si erano riversate le masse più povere della popolazione, creando sacche di profondo scontento sociale. La povertà era così diffusa che un deputato alla Duma aveva riferito che nelle campagne la presenza di scarafaggi e insetti nelle case era considerata simbolo di ricchezza.
In quel periodo maturò presso larghi settori della borghesia e degli intellettuali un fenomeno di politicizzazione in relazione alla scoperta delle classi popolari e delle loro durissime condizioni di vita. Da tale orientamento si originò, negli anni settanta dell'Ottocento, il movimento populista, composto da molte correnti di pensiero, alcune orientate verso la prospettiva di un rovesciamento, anche violento, dello zarismo e dell'aristocrazia. Uno di questi gruppi (Volontà del popolo) organizzò l'assassinio di Alessandro II (13 marzo 1881), che pure a partire dagli anni sessanta dell'Ottocento aveva introdotto alcune caute riforme. I suoi successori (Alessandro III e Nicola II) tentarono di ristabilire il potere autocratico e sostennero una politica di controriforme e repressione politica, denunciata con forza, tra gli altri, dallo scrittore Lev Tolstoj nel 1902, in una lettera inviata allo stesso zar.
I populisti riponevano grande fiducia nelle potenzialità del popolo russo, in particolare del ceto rurale: essi prospettavano una rivoluzione contadina e guardavano quindi alla comunità di villaggio (obščina) come ad un'organizzazione sociale ideale, nella speranza di evitare al loro paese i mali del capitalismo che dilaniavano l'Occidente. Il Partito Socialista Rivoluzionario russo, fondato nel 1901, si sarebbe ispirato a tale orientamento. Alcuni populisti in esilio (Georgij Valentinovič Plechanov, Pavel Aksel'rod, Vera Zasulic) si avvicinarono invece al marxismo, dando vita nel 1883 a Losanna alla prima organizzazione marxista russa, chiamata Emancipazione del lavoro. Negli anni successivi nacquero numerosi circoli marxisti: nel 1895 a San Pietroburgo fu fondata l'Unione di Lotta per l'Emancipazione della Classe Operaia e nel 1898 a Minsk il Partito Operaio Socialdemocratico Russo.
Gli aderenti a questo partito, contrariamente ai populisti, auspicavano una rivoluzione mondiale, così come era stato teorizzato da Marx sulla base della contrapposizione, caratteristica del sistema capitalistico, tra borghesia e classe operaia. Diffidenti verso i contadini, i socialdemocratici erano quindi favorevoli ad uno sviluppo industriale del paese tale da favorire la formazione di un vasto proletariato e dunque da alimentare la prospettiva di allargamento della lotta di classe, dal quale sarebbe sorto il movimento rivoluzionario.
Le condizioni di vita variavano a seconda dello stato sociale, ma in generale c'era una forte disuguaglianza. Gli zar e l'aristocrazia vivevano nel lusso, come il Palazzo d'Inverno di San Pietroburgo, mentre la maggior parte della popolazione era povera. 

### La Rivoluzione del 1905

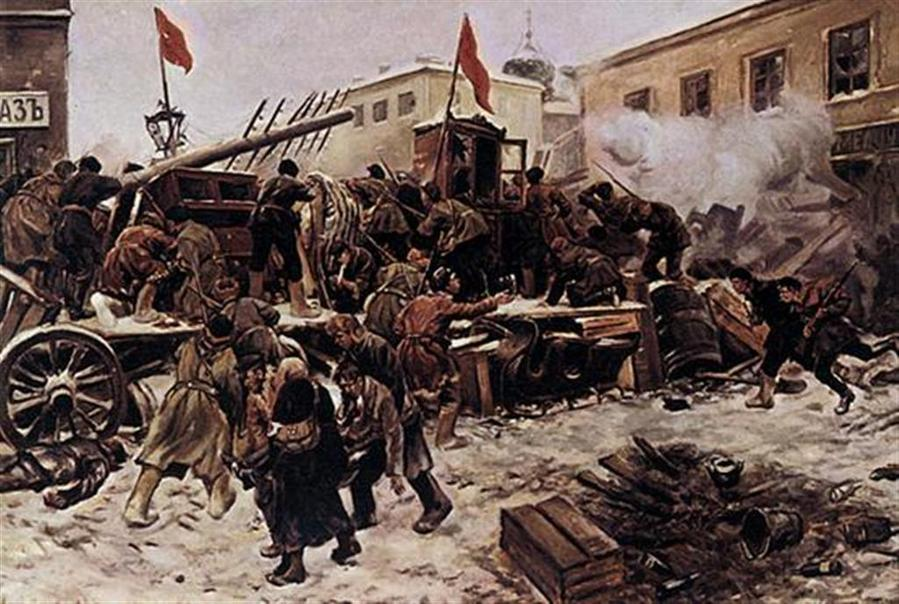
Raffigurazione di barricate durante la rivoluzione

All'inizio del XX secolo, le condizioni di vita nelle campagne erano notevolmente peggiorate per la povertà. A ripetute sommosse contadine erano seguite manifestazioni di protesta di ferrovieri ed operai. Aveva inoltre ripreso vigore il terrorismo rivoluzionario: nel 1901 era stato assassinato il ministro dell'istruzione, nel 1902 quello degli interni e nel 1904 il successore di quest'ultimo. In quello stesso anno scoppiava la guerra con il Giappone. La Russia zarista viveva insomma un momento particolarmente difficile e il tradizionale sistema di potere autocratico rivelava tutta la sua debolezza: il conflitto russo-giapponese si concluse infatti con una sconfitta per i Russi.
Le trasformazioni politico-sociali in corso nel Paese non risolsero le tensioni sociali, difatti manifestazioni operaie e popolari sempre più frequenti indebolivano il regime. In una di queste, seguita ad uno sciopero generale cui avevano aderito 250 000 lavoratori, che ebbe luogo domenica 9 gennaio 1905, decine di migliaia di persone scesero pacificamente davanti al Palazzo d'Inverno, inneggiando allo zar. Essi erano convinti che lo zar, qualora fosse stato a conoscenza delle loro difficili condizioni di vita, avrebbe tentato di migliorarle. Per questo i manifestanti portavano una petizione con oltre 130 000 firme, in cui si chiedeva l'attuazione di riforme economiche e politiche: la riduzione dell'orario di lavoro a otto ore, il salario minimo giornaliero, la convocazione di un'assemblea costituente. Per tutta risposta, i fucili delle truppe imperiali aprirono il fuoco sulla folla, lasciando sul terreno oltre duemila feriti e centinaia di morti e per questo viene ricordata come domenica di sangue. Così, scomparve definitivamente anche la fiducia che il popolo russo aveva da sempre riposto nello zar.
Lo sdegno suscitato da questo episodio moltiplicò nel paese le manifestazioni di protesta. I socialdemocratici, pur divisi in due fazioni (bolscevichi e menscevichi), già dal loro secondo congresso (1903) tentarono di porsi a capo del moto popolare. Consigli di operai (soviet) si formarono a Mosca, San Pietroburgo e in altre città, mentre nelle campagne dilagarono le rivolte contro i proprietari terrieri. Era generale la richiesta di una maggiore rappresentatività del governo, che rifletteva la nuova spinta alla mobilitazione del popolo. Stavano nascendo infatti nuovi partiti.

### La Prima guerra mondiale

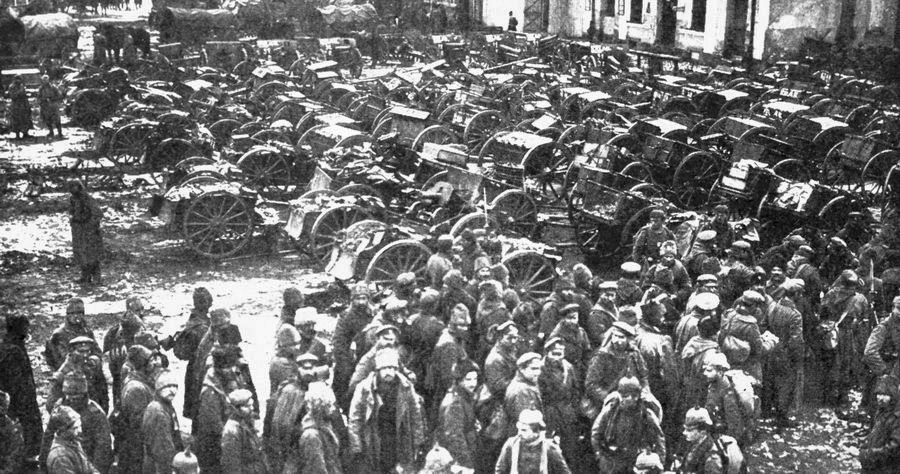
Prigionieri russi durante la prima guerra mondiale

Nel 1914 l'Impero russo scese in guerra a fianco degli Stati dell'Intesa contro gli Imperi centrali. Dopo alcuni confronti iniziali, venne alla luce l'arretratezza del sistema economico russo e nel 1915 ebbe luogo la grande ritirata, con la quale la Russia perse il controllo della Galizia e della Polonia. L'anno successivo i russi ottennero comunque un'importante vittoria nella cosiddetta offensiva Brusilov, dal nome del generale che la eseguì, contro i tedeschi e gli austro-ungarici, ma ormai il malumore serpeggiava tra le truppe, causa l'ingente numero di perdite subite e di prigionieri catturati, e nel paese, per le crescenti difficoltà economiche a cui dovette far fronte la popolazione.

## La Rivoluzione di febbraio

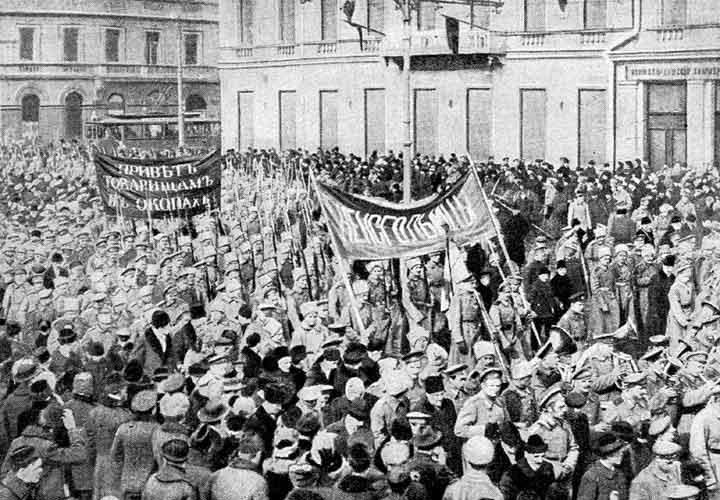
Manifestazione di soldati a Pietrogrado nel febbraio del 1917; l'appoggio dell'esercito fu fondamentale per il successo della Rivoluzione

All'inizio del 1917, la Russia era un paese in preda a una forte tensione sociale, causata dall'andamento della guerra. Al fronte, infatti, le pesanti sconfitte, la perdita di milioni di uomini e un sistema precario di rifornimenti avevano sostanzialmente depresso il morale dell'esercito, composto in gran parte da contadini che non desideravano null'altro se non tornare al proprio villaggio.
Oltre che per i soldati al fronte, le condizioni di vita erano difficili anche per la popolazione civile, in quanto la mobilitazione di grandi masse di contadini aveva drasticamente ridotto il numero di persone addette ai lavori agricoli e ciò aveva causato un crollo verticale della produzione cerealicola, mentre nelle città, anche a causa dello stato disastroso in cui versava il sistema ferroviario, mancavano viveri e combustibile.
Le difficili situazioni economiche erano esacerbate dal collasso del potere esecutivo: con la partenza dello zar, Nicola II, che aveva l'obiettivo di condurre personalmente le campagne militari dal fronte, il governo, minato all'interno da continue lotte di potere, che avevano portato ad un continuo cambio di ministri, aveva perso ogni compattezza e la capacità di controllare il paese reale; ormai gran parte della gestione dei rifornimenti e della produzione era caduta sostanzialmente nelle mani di cooperative e sindacati.
Una prima scintilla fu il decimo anniversario della domenica di sangue del 1905, quando ancora una volta la polizia sparò sulla folla a San Pietroburgo, uccidendo diversi manifestanti. Nonostante la riapertura della Duma, il 14 febbraio, dal 18 febbraio cominciarono scioperi nelle principali fabbriche della capitale Pietrogrado.
Nei giorni successivi al 23 febbraio (giornata internazionale delle donne secondo il calendario giuliano) venne proclamato uno sciopero generale, mentre le file dei manifestanti erano sempre più folte. Nicola II sciolse la Duma ed ordinò all'esercito di reprimere queste manifestazioni, opponendosi a qualsiasi concessione ai rivoltosi.

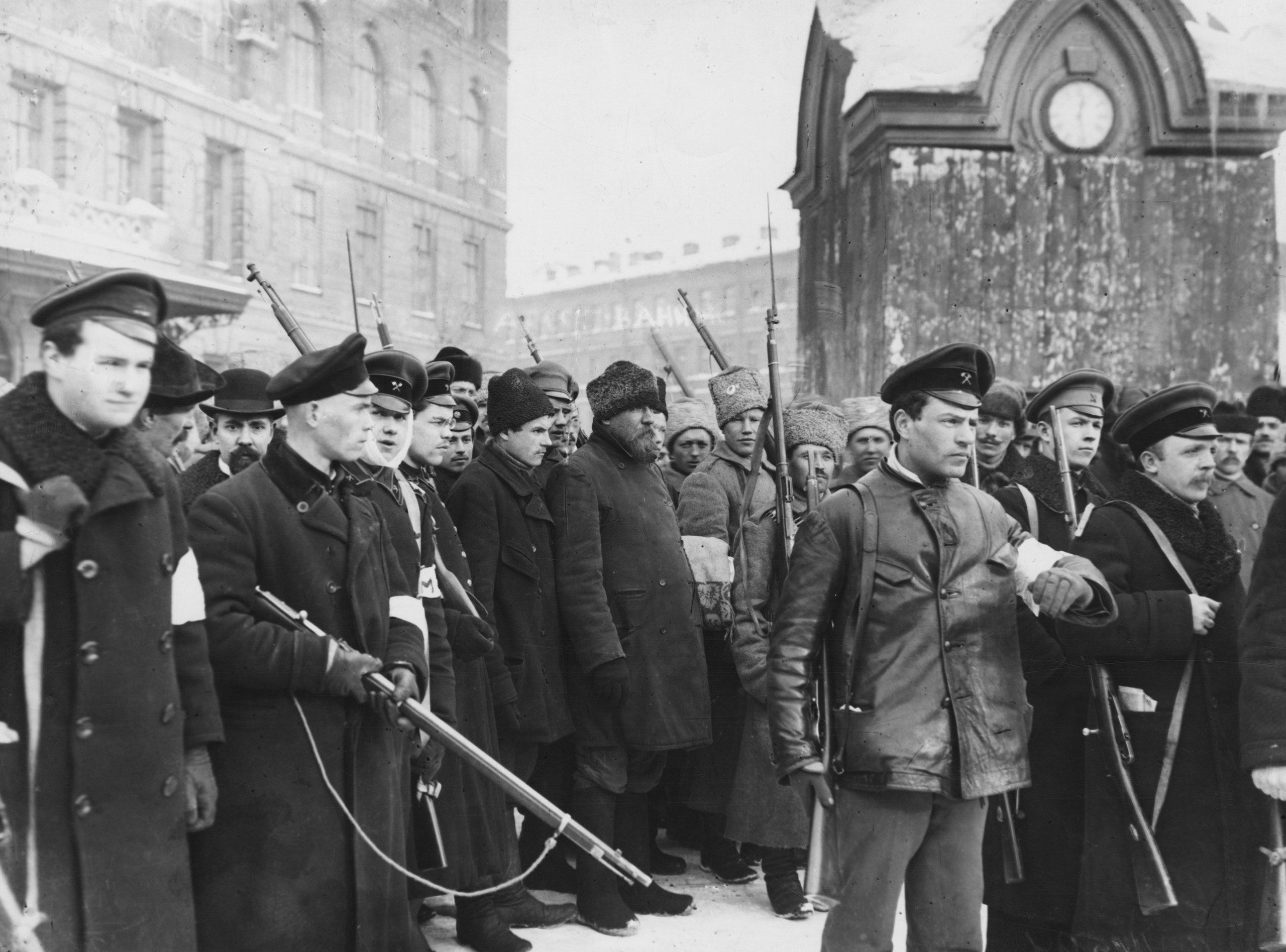
Arresto di alcuni poliziotti in abiti civili

Nei giorni seguenti la situazione precipitò: quando lo zar ordinò all'esercito di reprimere i disordini con la forza, gran parte della guarnigione di Pietrogrado si ribellò unendosi agli scioperanti, distribuendo loro armi. La Duma, le cui sedute erano state sospese dallo zar, formò un Comitato, che si riunì nel palazzo di Tauride, per ripristinare la legge e l'ordine, mentre operai e soldati diedero vita al soviet. Mentre a Pietrogrado i rivoltosi occupavano i principali luoghi di controllo, a Mosca scoppiò la rivolta, che portò in breve la città a cadere in mano agli insorti.
A questo punto la situazione era sostanzialmente decisa e compromessa per l'autocrazia: Nicola II fece un tentativo di concedere riforme, ma il 2 marzo il Comitato e i soviet si accordarono per la deposizione dello zar e l'istituzione di un governo provvisorio, formato da rappresentanti dei cadetti, menscevichi e socialisti rivoluzionari, avente il seguente programma di governo: amnistia per i reati politici e religiosi; libertà di parola, di stampa, di associazione, di riunione e di sciopero; eguaglianza dei cittadini di fronte alla legge senza limitazioni di condizione, di religione e di nazionalità; abolizione della polizia, sostituita dalla milizia popolare; convocazione di un'Assemblea costituente ed elezioni delle amministrazioni locali per voto universale, diretto, eguale e segreto; permanenza nella capitale delle guarnigioni rivoluzionarie; diritti civili garantiti ai militari compatibilmente con il servizio.
La notte successiva, Nicola II abdicò in favore del fratello, il granduca Michail, il quale, constatata l'impopolarità raggiunta dalla famiglia imperiale, rinunciò a salire sul trono, secondo un manifesto del governo provvisorio. L’intera famiglia imperiale venne tratta in arresto, segnando la fine della dinastia Romanov. Tuttavia, la Russia era immersa in una fase di transizione instabile, caratterizzata dal dualismo di potere tra il governo provvisorio e i soviet, che rappresentavano un movimento di massa favorevole a un potere diffuso dal basso e desideroso di porre fine alla guerra.

## Il rientro di Lenin e le Tesi d'aprile

### I bolscevichi e la Rivoluzione di febbraio

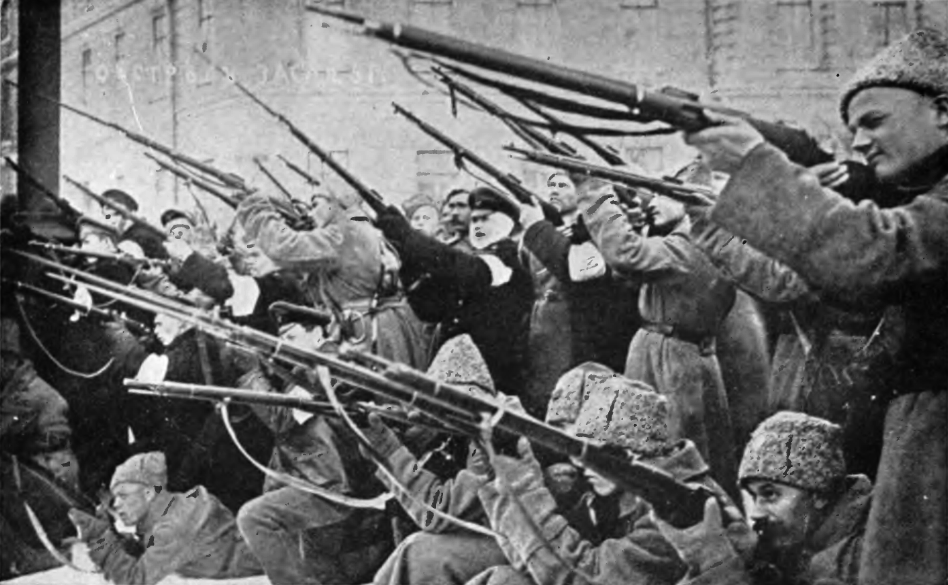
Attacco alla polizia zarista durante i primi giorni della rivoluzione

I bolscevichi non avevano avuto un ruolo da protagonisti nella rivoluzione di febbraio; infatti, il partito, praticamente clandestino, benché avesse cinque rappresentanti alla Duma, era privo dei suoi dirigenti migliori, tutti rifugiati all'estero o prigionieri in Siberia. Anche nei Soviet che si andavano ricostituendo in tutta la Russia, dopo l'esperienza del 1905, la maggioranza era quasi sempre costituita da menscevichi e socialisti rivoluzionari.

### Il "vagone piombato"
Non appena appreso dei fatti di febbraio, Lenin, capo del partito, che da alcuni anni si trovava in Svizzera, decise di tornare in Russia. Sia la Francia che il Regno Unito rifiutarono di concedergli il visto di transito per raggiungere la Svezia e di lì, attraverso la Finlandia, San Pietroburgo (Russia). Le potenze dell'Intesa sapevano infatti che uno degli obiettivi dei bolscevichi era l'immediata apertura di trattative con la Germania per giungere alla pace, mentre era loro interesse che la Russia continuasse ad impegnare sul fronte orientale parte dell'esercito tedesco.
Per gli stessi motivi, la Germania concesse invece il permesso di transito. Lenin era perfettamente conscio che il tornare in patria attraverso la Germania lo avrebbe esposto all'accusa di essere un agente del nemico, ma, insieme a trenta altri esuli russi, decise comunque di tornare con il cosiddetto vagone piombato, ossia su una carrozza ferroviaria che aveva tre porte su quattro sigillate e il divieto di avere qualsiasi contatto con l'esterno.
Il 3 aprile Lenin arrivò alla stazione di Pietrogrado: ad attenderlo vi era una folla enorme, a riprova della rilevanza che le tesi dei bolscevichi cominciavano ad avere all'interno del movimento rivoluzionario.

### Le Tesi di aprile

Lenin arringa il popolo

Il giorno seguente, 4 aprile 1917, alla conferenza del Partito Bolscevico Lenin espose quelle che sarebbero diventate le dieci linee guida del partito per i mesi futuri, conosciute come le Tesi di aprile.
Il proletariato doveva porre fine al dualismo dei poteri, abbattendo il Governo provvisorio, borghese, e trasferendo tutto il potere ai Soviet.
I contadini dovevano occupare le terre dei grandi latifondisti. La guerra doveva essere immediatamente fermata per giungere ad una pace senza profitti per alcuna delle parti. Nelle stesse tesi Lenin propose anche al partito di cambiare nome, dato che ufficialmente questo era ancora la "frazione bolscevica (maggioranza) del Partito Socialdemocratico Russo", assumendo quello di Partito Comunista Russo, in modo da differenziarsi del tutto dalla Seconda Internazionale, oramai fallita. Così, Lenin costruì pian piano la storia della Rivoluzione russa.

### La situazione politica
Nel frattempo, la politica registrava un violento scontro tra il governo provvisorio ed il soviet di Pietrogrado; in una nota il ministro degli esteri Pavel Miljukov aveva garantito alle altre potenze dell'Intesa che gli obiettivi bellici della Russia sarebbero rimasti immutati: questa riconferma della politica imperialista del passato regime causò una levata di scudi da parte della sinistra, costringendo il governo prima ad una smentita e poi ad un profondo rimpasto. La conseguenza fu che altri dirigenti menscevichi e della destra socialrivoluzionaria, oltre ad Kerenskij, che divenne ministro della giustizia, entrarono nel gabinetto, pur restando sempre in minoranza di sei contro nove nei confronti dei rappresentanti della borghesia.

## Le giornate di luglio
Con il passare dei mesi, le contraddizioni insite nella complessa situazione della Russia dopo il febbraio 1917 si facevano sempre più evidenti. Un moto spontaneo di operai, che chiedevano condizioni di vita migliori, di soldati, che chiedevano la fine della guerra e di contadini, che rivendicavano il possesso della terra, aveva portato al potere uomini che intendevano continuare la guerra, tenendo fede agli accordi con le potenze dell'Intesa e che non avevano alcuna intenzione di cedere le proprietà personali.
Anche i membri del governo appartenenti alla sinistra, primo fra tutti Kerenskij, erano coinvolti nella politica della borghesia.

### Il fronte

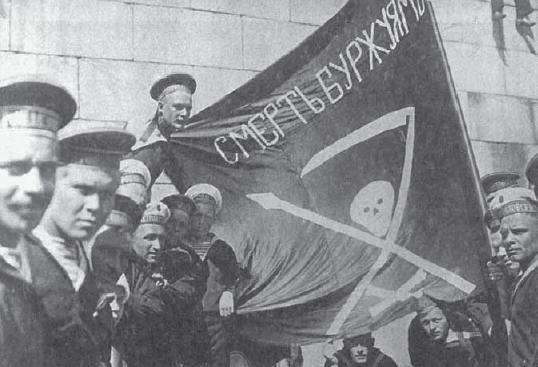
Un gruppo di marinai anarchici russi della nave Petropavlovsk ad Helsinki, allora ancora sotto controllo russo, estate 1917

Il 18 giugno, mentre a Pietrogrado si svolgeva una grande manifestazione che, negli intenti degli organizzatori, ma non di molti partecipanti, doveva essere filo-governativa, ebbe inizio un'offensiva militare sul fronte russo-tedesco, offensiva che doveva principalmente servire per dimostrare alle potenze dell'Intesa la volontà russa di continuare la guerra.
Malgrado i discorsi di Kerenskij, che percorse tutto il fronte per rilanciare nelle truppe lo spirito di patria, l'offensiva, dopo alcuni successi iniziali, grazie anche alle lotte portate avanti dai bolscevichi, si trasformò in una nuova rotta.

### Le città

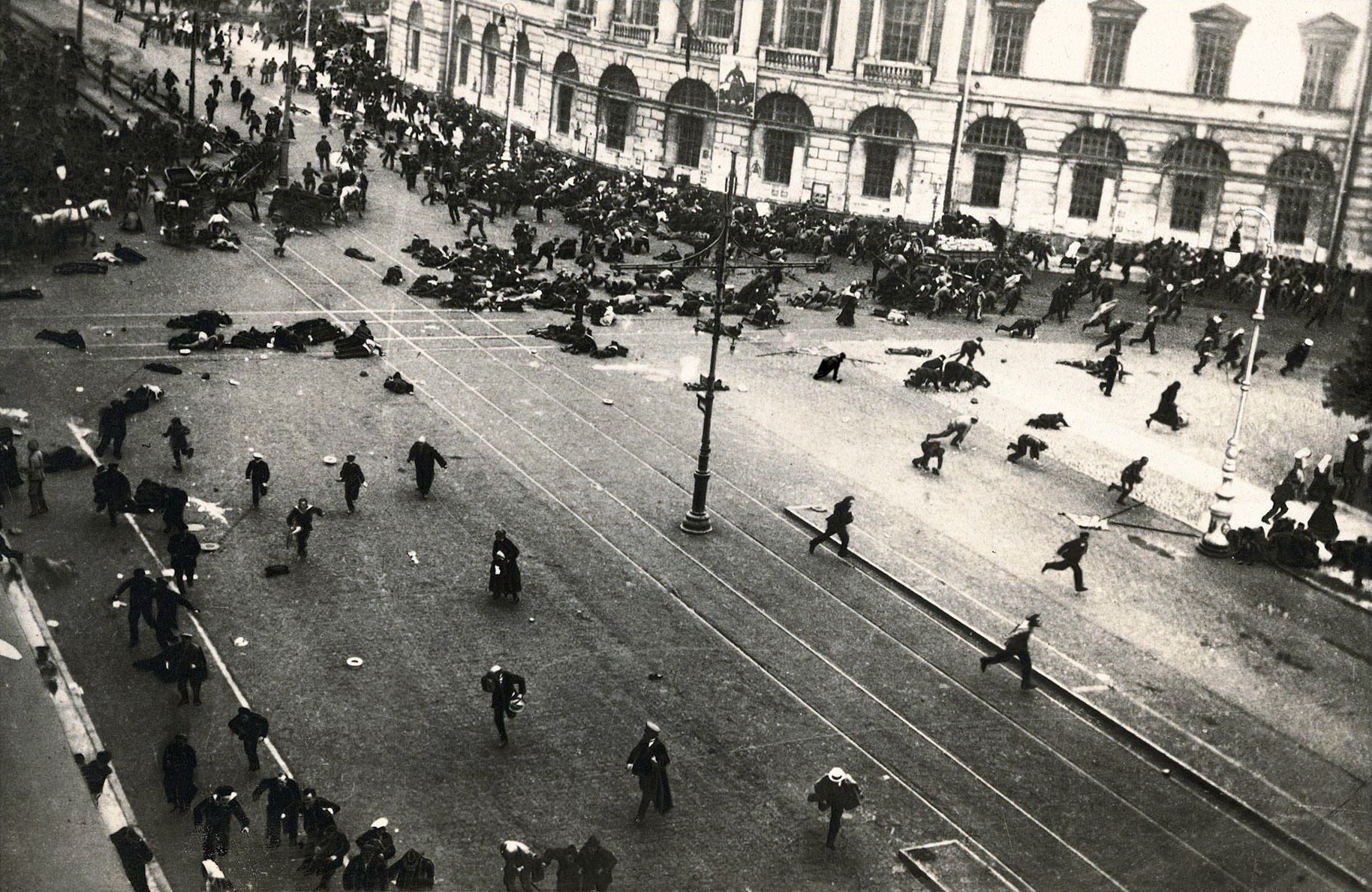
L'esercito del Governo provvisorio russo spara sui manifestanti a Pietrogrado, 4 luglio 1917

La situazione nelle città peggiorava di giorno in giorno, i rifornimenti di viveri erano sempre più aleatori ed i prezzi di quei pochi disponibili crescevano a vista d'occhio, provocando una pesante inflazione della moneta.
Nelle campagne le occupazioni di terre aumentavano: nel mese di giugno si registrarono 875 espropri illegali.
A tutto ciò va aggiunto che tra i lavoratori si faceva sempre più strada la consapevolezza che, malgrado l'economia fosse allo sfascio, i profitti delle imprese impegnate nella produzione bellica crescevano in modo vertiginoso.
Tutti questi fattori contribuirono nel portare sempre più lavoratori e soldati a prestare orecchio alla propaganda dei bolscevichi, che affermavano, senza mezzi termini, la necessità di abbattere il governo e di trasferire tutto il potere ai soviet, ossia ai consigli dei delegati degli operai, dei soldati e dei contadini.
Il governo, nel tentativo di aumentare il suo controllo sulla capitale, decise, nel frattempo, di trasferire al fronte, poco alla volta, per non destare sospetti, le unità della guarnigione che avevano partecipato alla rivoluzione di febbraio, per sostituirle con truppe maggiormente fedeli.

### La fallita rivoluzione di luglio
I soldati di stanza a Pietrogrado si resero conto di questo tentativo ed insorsero contro il governo; il 3 luglio, dopo aver ottenuto l'appoggio degli operai dei grandi complessi industriali della città, si recarono, nell'ambito di una manifestazione di protesta, alla sede del partito bolscevico chiedendo l'abbattimento del governo provvisorio.
I bolscevichi, pur ritenendo prematura l'azione, non osarono opporsi al volere delle masse e diedero inizio ad un tentativo rivoluzionario, che venne però rapidamente represso.
In seguito a questi fatti il partito bolscevico venne messo praticamente fuori legge ed i suoi dirigenti arrestati o costretti alla fuga. Lenin riparò in Finlandia, ad Helsinki, accusato dal governo Kerenskij di aver preso soldi dall'imperatore tedesco per finanziare un colpo di Stato bolscevico in Russia e, di conseguenza, il ritiro delle truppe russe dalla guerra.
Il fallimento del tentativo rivoluzionario di luglio, fallimento dovuto in primo luogo al rifiuto del Soviet di Pietrogrado di scavalcare il governo provvisorio, accentrando su di sé tutto il potere, convinse quest'ultimo e le forze che lo sorreggevano che ormai il momento rivoluzionario era concluso.

### Il governo Kerenskij

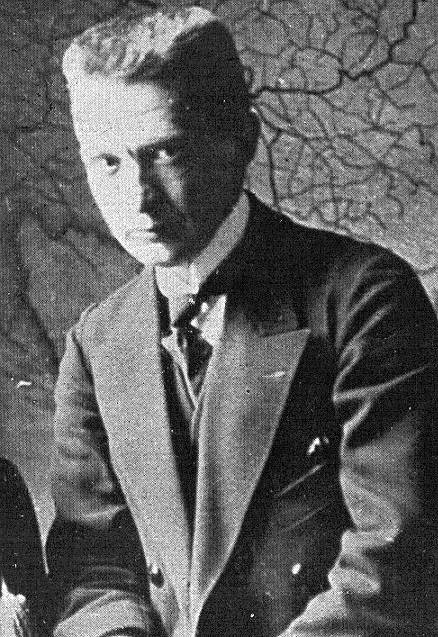
Aleksandr Kerenskij

Il principe Georgij Evgen'evič L'vov, presidente del Consiglio, chiese al governo una più incisiva azione contro i contadini che occupavano illegalmente le terre dei latifondisti e pretese le immediate dimissioni di Černov, socialista rivoluzionario e ministro dell'agricoltura, affermando che invece di reprimerle incoraggiava tali azioni.
La resistenza degli altri ministri appartenenti alla sinistra a forzare Černov alle dimissioni porta il governo allo scioglimento. Presentandosi come l'unico in grado di salvare il paese, Kerenskij ebbe buon gioco a farsi attribuire l'incarico di primo Ministro con ampi poteri su varie giurisdizioni.
La repressione delle azioni contadine, la soppressione della propaganda bolscevica e le misure per riportare all'obbedienza le truppe, tra cui la reintroduzione della pena di morte, ma soprattutto la volontà di continuare la guerra contro i tedeschi a fianco delle potenze dell'Intesa fecero rapidamente perdere a Kerenskij il credito che fino a quel momento aveva avuto presso le masse.
Nello stesso tempo le forze più reazionarie e conservatrici incominciarono a pensare che fosse giunto il momento per una più incisiva manovra di normalizzazione. Nei circoli politici di destra sempre più frequentemente si faceva il nome del generale Kornilov, che Kerenskij aveva nominato, su pressioni delle altre potenze dell'Intesa, comandante in capo dell'esercito, come dittatore militare.

### Il Consiglio di Stato
Il 12 agosto, nel Teatro Grande di Mosca, si riunì, per volere del governo, un'assemblea di circa duemila persone, scelte dal governo stesso, a cui venne attribuito il nome di “Consiglio di Stato”. Erano presenti tutti i partiti tranne quello bolscevico e più della metà dei presenti erano grossi proprietari terrieri, industriali, commercianti e banchieri. Fu una passerella di discorsi senza dibattito o votazioni. L'intervento di Kornilov fu uno dei momenti culminanti. Egli chiese apertamente poteri dittatoriali allo scopo di salvare la Russia dai bolscevichi rinfacciando al governo di non rifornire a sufficienza l'esercito e di non essere capace di riportare la calma nel paese.
Malgrado tutta la stampa di matrice borghese avesse, dopo i fatti di luglio, descritto i bolscevichi come “agenti tedeschi” ormai privi di qualunque influenza, questi, che nel frattempo avevano tenuto, segretamente, il loro sesto congresso a Pietrogrado, riuscirono ad indire a Mosca, come risposta alle parole di Kornilov al Consiglio di Stato, uno sciopero che portò in piazza quattrocentomila persone.

### Il tentativo di Kornilov

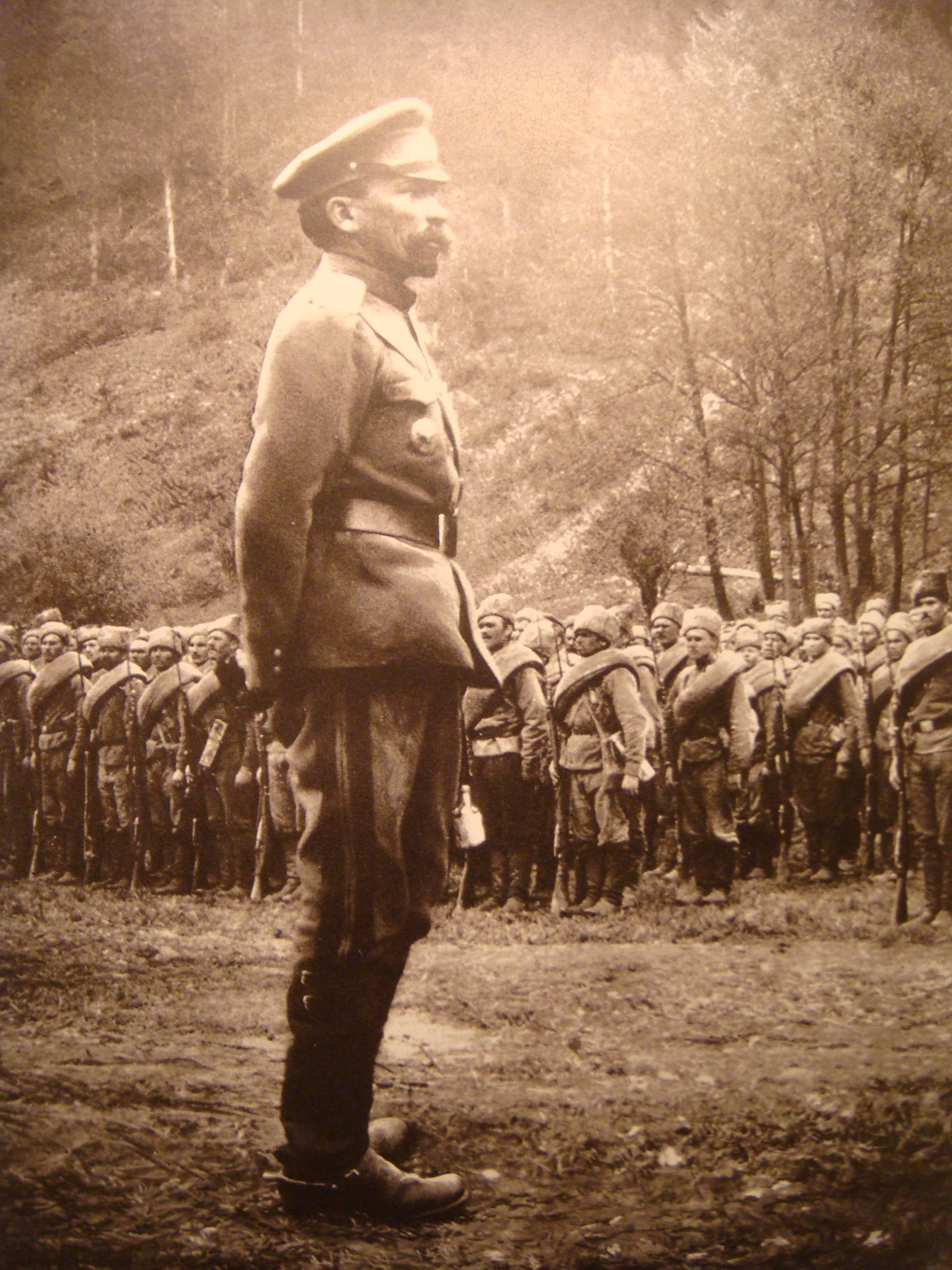
Il generale Kornilov

Il 19 agosto Kornilov abbandonò, praticamente senza combattere, Riga all'esercito tedesco, mettendo così in pericolo la stessa capitale Pietrogrado, e cominciò a raccogliere, alle spalle del fronte, truppe ritenute fedeli con lo scopo di farle marciare sulla capitale.
Kerenskij a questo punto, resosi conto delle intenzioni del generale lo destituì atteggiandosi a salvatore della rivoluzione, ma il bluff durò poco, Kornilov non accettò gli ordini di Kerenskij ed ordinò al generale Krymov di far marciare un corpo di cavalleria cosacca su Pietrogrado. La città cadde nel caos più assoluto, il governo provvisorio non aveva truppe con cui difendersi e furono i bolscevichi ad organizzare la difesa: in breve tempo venne creato un “Consiglio di guerra per la difesa di Pietrogrado” che organizzò venticinquemila operai nella Guardia Rossa. I lavoratori delle officine Putilov prolungarono volontariamente l'orario a sedici ore ed in due giorni costruirono duecento cannoni; le unità dell'esercito coinvolte nelle giornate di luglio, che erano state disarmate, tornarono ad essere operative ed a loro si unirono alcune migliaia di marinai provenienti dalla base navale di Kronstadt. Tutta la rete ferroviaria venne sabotata e resa inutilizzabile dagli stessi ferrovieri. Mentre le unità al comando di Krymov erano nel caos più completo, emissari del “Consiglio di guerra” presero contatto con alcune di esse, riuscendo a staccarle dall'azione. Era la fine del tentativo contro rivoluzionario. Kornilov, Krymov, Denikin ed altri ufficiali vennero arrestati (ma non processati, per non far venire alla luce i collegamenti con il governo provvisorio, e vennero poi tutti rilasciati prima di ottobre).
Kerenskij riuscì a mantenersi al governo ma senza più alcuna credibilità verso le classi popolari mentre il Partito Bolscevico si affermava come forza trainante.

## La Rivoluzione d'ottobre

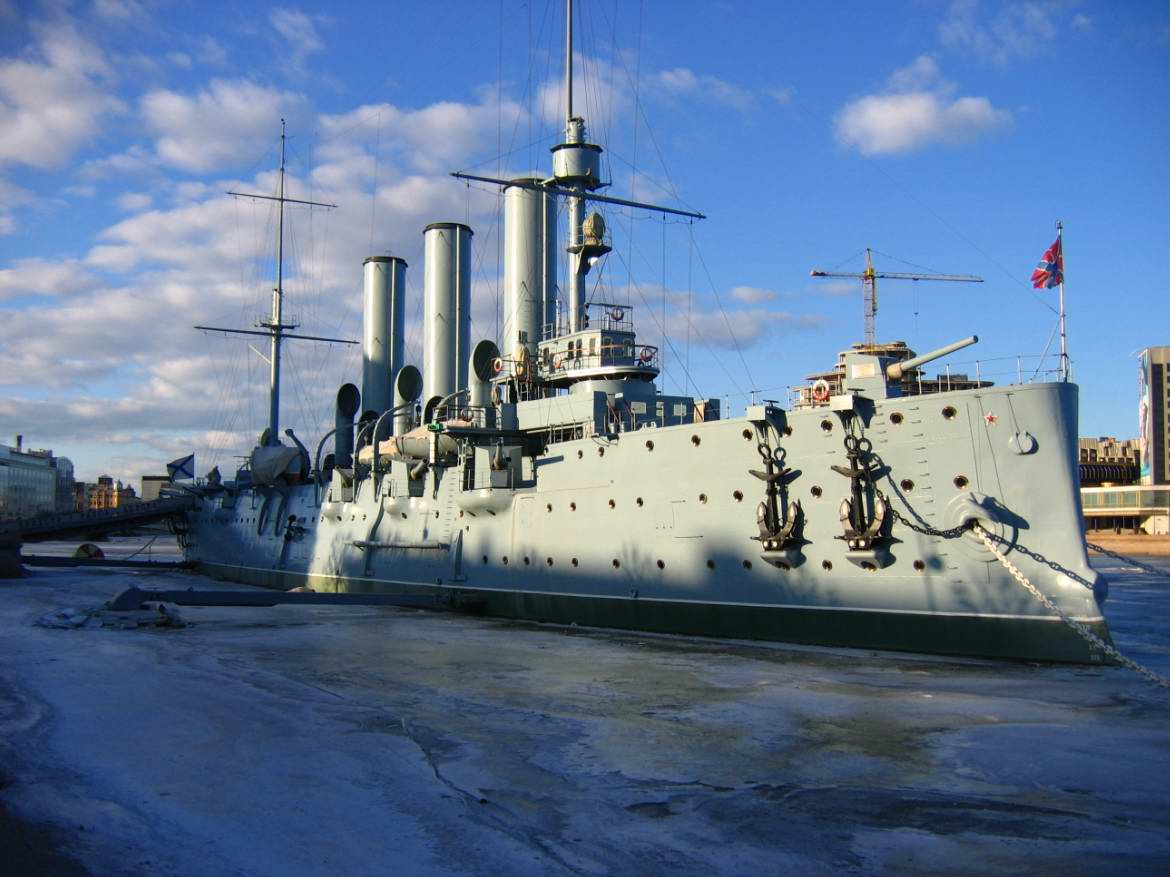
L'incrociatore Aurora, nella foto, sparò il colpo che diede inizio alla Rivoluzione d'ottobre.

L'esito del tentativo rivoluzionario abortito ad agosto e la vicenda di quello controrivoluzionario di Kornilov, portarono a radicali decisioni sui programmi futuri sia nel campo governativo, sia nel campo dei rivoluzionari.
Il governo, guidato da Kerenskij, si decise a stabilire la data (il 28 novembre) e le regole secondo cui si sarebbero tenute le elezioni per l'Assemblea Costituente. 
L'importanza dei soviet diventava via via maggiore, in quanto in molti casi il loro controllo permetteva il controllo delle guarnigioni militari. Questa forza venne notevolmente sottovalutata dal governo provvisorio.
Fra la metà di settembre e la metà di ottobre del 1917, Lenin riuscì a convincere anche le parti meno convinte del proprio partito della necessità di tentare la presa del potere prima delle elezioni per la Costituente. Anzi, stabilì che la cosa migliore sarebbe stata ottenerlo prima dell'apertura del Secondo Congresso dei Soviet, che avrebbe potuto legittimare così il nuovo ordine. Il controllo, da parte del neocostituito Consiglio Militare Rivoluzionario, della guarnigione di Pietrogrado e dei marinai della flotta del Baltico, si sarebbe rivelato fondamentale per rovesciare con uno sforzo relativamente modesto, il governo provvisorio. Quest'ultimo disponeva in città di poche centinaia di uomini delle scuole ufficiali.

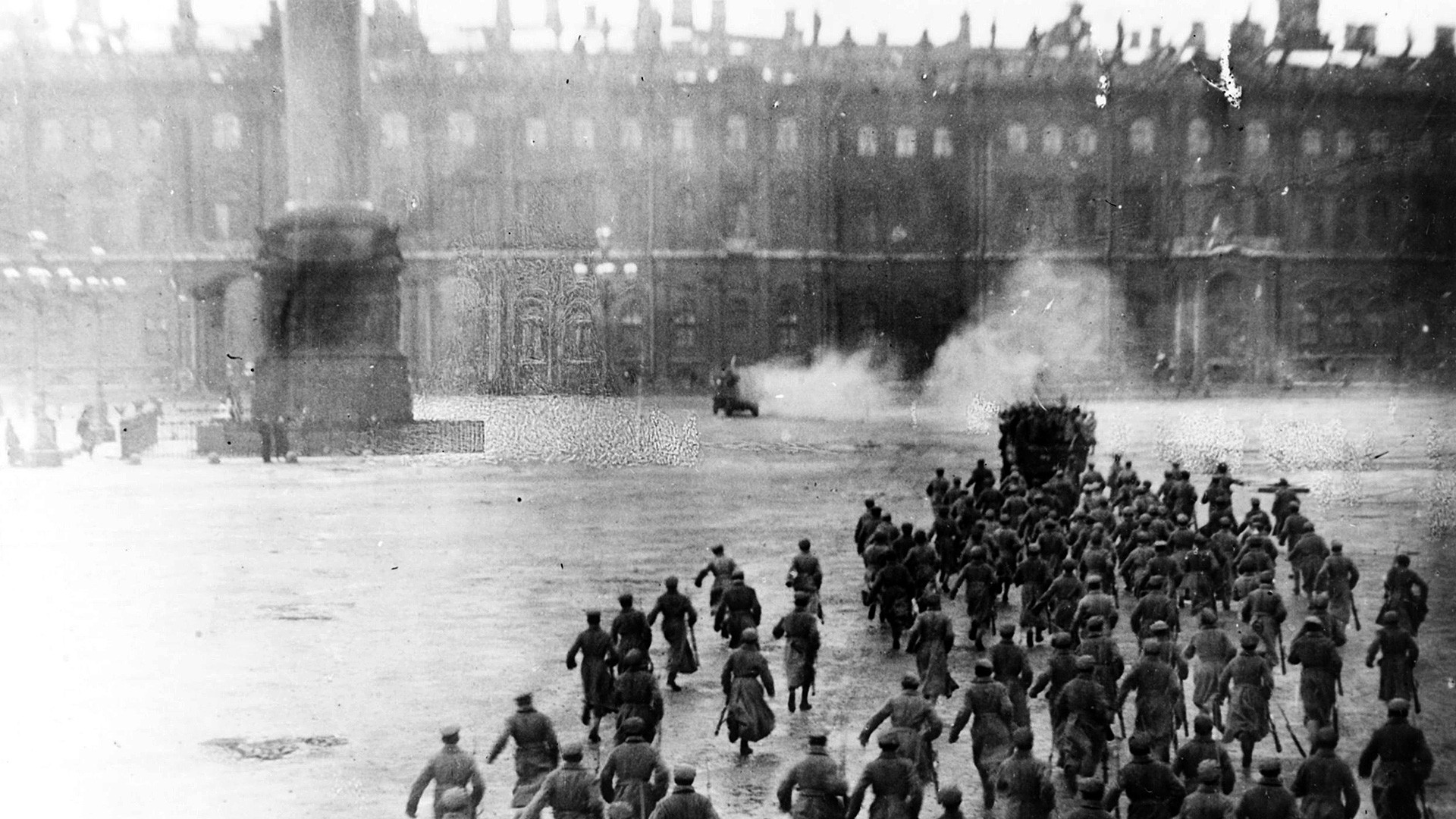
L'assalto al Palazzo d'Inverno nella ricostruzione del film Ottobre (1927).

Il 24 ottobre (O.S.) i bolscevichi cominciarono ad occupare i punti nevralgici della capitale, senza incontrare quasi resistenza. Il passaggio della città nelle mani degli insorti fu quindi abbastanza pacifico, ed avvenne senza che la cittadinanza (e nemmeno il governo) se ne rendessero conto. Nella giornata del 25 la situazione era ormai disperata per Kerenskij, che fuggì dalla città a bordo di un'automobile dell'ambasciata americana per cercare rinforzi nelle caserme lontane dalla capitale. I ministri invece si barricarono nel Palazzo d'Inverno, ma la loro resistenza venne sopraffatta in poche ore. La maggior parte di loro venne arrestata e condotta alla fortezza di Pietro e Paolo. La sera dello stesso giorno, 25 ottobre (O.S.), Lenin poté annunciare la presa del potere al Secondo Congresso dei Soviet, di cui fino a quel momento si era cercato di rallentare i lavori. In questa sede vennero quindi approvati i primi provvedimenti, come il trasferimento del potere ai soviet, ed i provvedimenti sulla pace con la Germania e la distribuzione della terra ai contadini.
Nei giorni successivi a Pietrogrado veniva creato il Consiglio dei Commissari del Popolo (così venivano denominati coloro che occupavano incarichi di tipo ministeriale). Pochi giorni dopo, sotto la minaccia di uno sciopero di tutti i lavoratori ferroviari, il consiglio subì un primo rimpasto, grazie al quale ai bolscevichi si affiancarono alcuni socialrivoluzionari di sinistra, in un governo di coalizione che non avrà vita lunga. Nel frattempo, scontri più sanguinosi si ebbero a Mosca, dove la resistenza terminò solo il 2 novembre (O.S.). Ora il nuovo governo controllava i due centri principali, anche se la diffusione della rivoluzione negli altri territori, in gran parte contadini, avrebbe richiesto un tempo molto più lungo.

## Il consolidamento della rivoluzione
Mentre la rivoluzione si diffondeva con l'aiuto dell'armata rossa di Lev Trockij, il nuovo governo sovietico (inteso come espressione del Congresso dei Soviet e non come governo dell'Unione Sovietica che ancora non esisteva) muoveva i suoi primi passi ed emetteva i suoi primi atti formali.

### Primi atti del governo dei Soviet
Come già annunciato da Lenin il 26 ottobre (calendario giuliano), il decreto sulla terra prevedeva l'immediata distribuzione, senza indennizzo, delle terre dei pomeščiki (i proprietari terrieri) ai contadini privi di terra. Con il decreto sulla pace si proponeva a tutti i belligeranti l'apertura immediata di trattative per una pace "giusta e democratica", accompagnate da un immediato armistizio di almeno tre mesi. Al vecchio sistema giudiziario si sostituivano i tribunali del popolo, inizialmente di tipo elettivo; la polizia veniva sostituita da una milizia composta prevalentemente di operai; veniva realizzata la completa separazione tra Stato e Chiesa; veniva introdotto il matrimonio civile, con uguali diritti per entrambi i coniugi, e il divorzio; la donna otteneva la totale parità di diritti rispetto all'uomo; si introduceva la giornata lavorativa di otto ore. Riguardo all'esercito, venivano cancellate le differenze di trattamento fra soldati e ufficiali. Sul fronte dell'economia, venivano nazionalizzate tutte le banche private; il commercio estero diventò monopolio dello Stato; flotta mercantile e ferrovie diventavano statali, mentre le fabbriche venivano affidate direttamente agli operai. Il nuovo governo denunciò anche tutti gli accordi internazionali, compresi quelli segreti, e sospese il rimborso dei prestiti ottenuti all'estero dal regime zarista.

### Rivoluzione e controrivoluzione

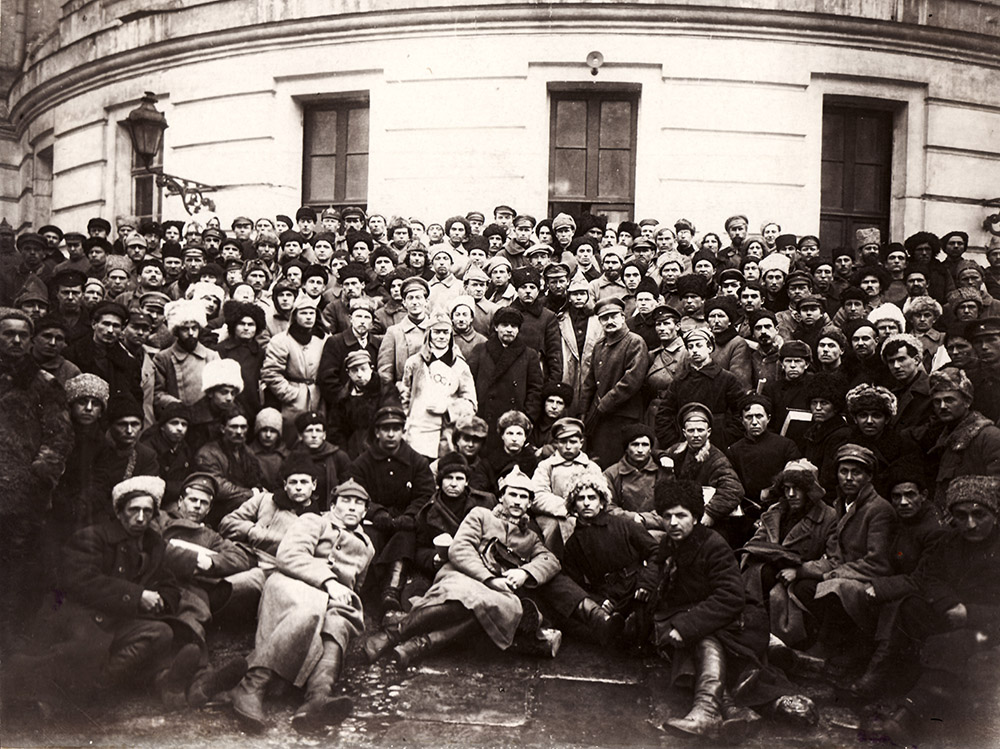
Trockij e Lenin (al centro in piedi) in una foto scattata con alcuni soldati di Pietrogrado

Le forze contrarie all'azione bolscevica cercavano nel frattempo di riorganizzarsi. Kerenskij, dopo la precipitosa fuga da Pietrogrado si recò presso la Stavka ossia il quartier generale dell'esercito a Mogilëv, dove si erano rifugiati anche alcuni altri membri del disciolto governo provvisorio. Mentre si formava, anche se con vita effimera, un nuovo governo provvisorio con a capo il socialista-rivoluzionario Viktor Michajlovič Černov, Kerenskij, che da settembre aveva anche assunto il grado di generalissimo, ritirò dal fronte circa 20 000 cosacchi che affidò al generale Krasnov con l'ordine di marciare su Pietrogrado. Una parte di queste truppe si sbandò durante l'avvicinamento alla capitale, anche in seguito all'intervento di emissari bolscevichi che convinsero i soldati ad unirsi alla rivoluzione; il resto venne battuta a Pulkovo e Gatčina dalla Guardia Rossa, la milizia operaia organizzata da Trockij (presidente del soviet di Pietrogrado e ministro degli esteri).
I bolscevichi, oltre a difendere militarmente la loro rivoluzione, si trovarono anche a confrontarsi con il sistematico sabotaggio operato da tutto l'apparato burocratico. Furono necessarie settimane, quando non mesi, perché i commissari del popolo potessero prendere possesso degli uffici dei ministeri o delle banche.

### L'Assemblea Costituente

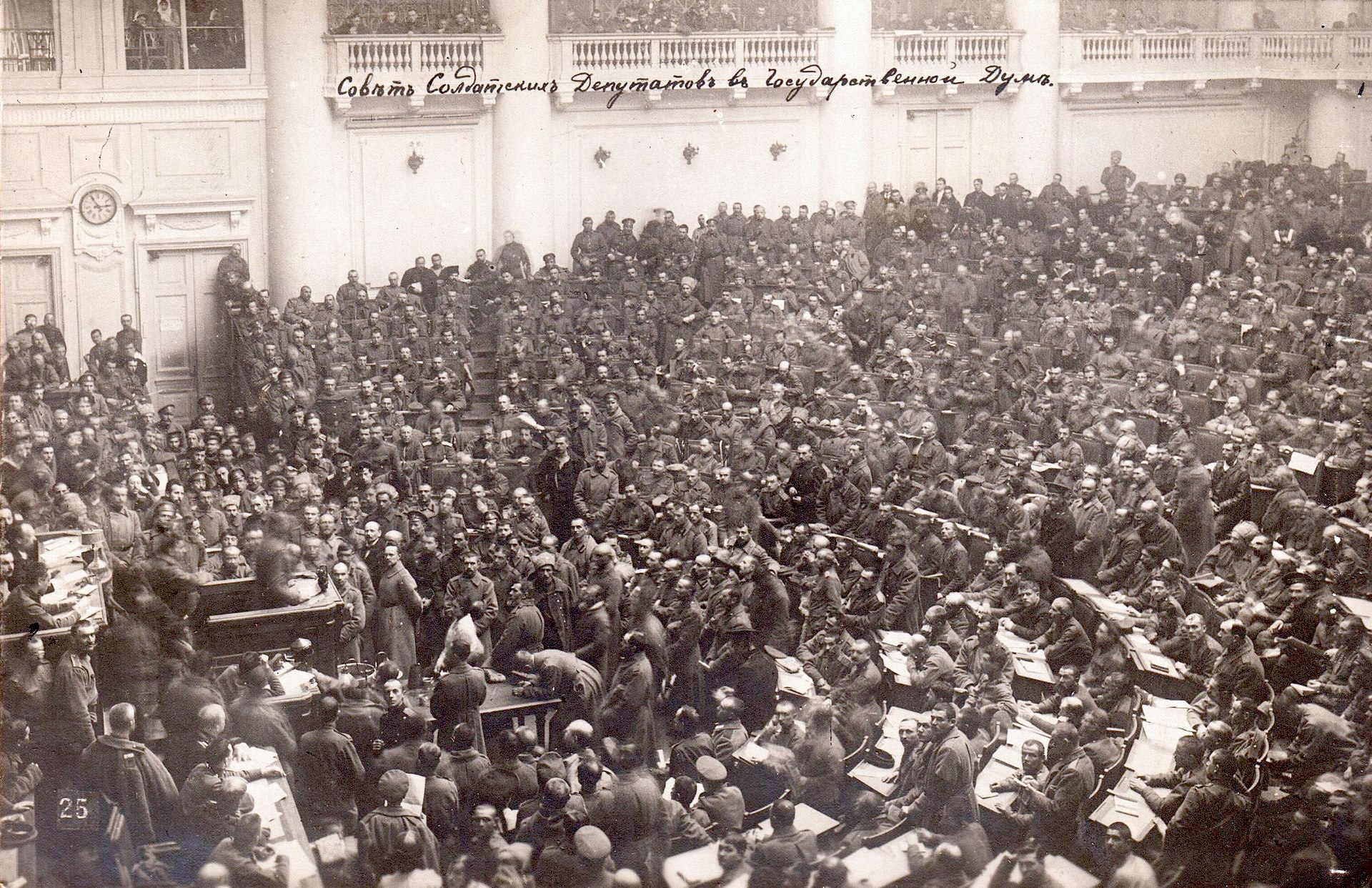
Assemblea dei Soviet a Pietrogrado nel 1917

A partire dal 12 novembre 1917 (O.S.), nel pieno dell'insurrezione bolscevica, fu convocata l'elezione per l'Assemblea Costituente mediante una legge elettorale definita dal precedente, ormai deposto, Governo Provvisorio. A essa si presentarono quattro differenti liste: bolscevichi, menscevichi, cadetti, socialisti rivoluzionari. Le elezioni si svolsero a suffragio universale, ma ciò non evitò un forte astensionismo: i voti risultarono inferiori al 50% degli aventi diritto. Nell'esito prevalsero i socialisti rivoluzionari con un netto 58%, seguiti dai bolscevichi al 25%, i cadetti con il 14%, e i menscevichi al 4%. La rilevanza politica dei socialisti rivoluzionari va ricercata nel loro pieno controllo dei soviet dei contadini, che andavano formandosi negli ultimi mesi. I bolscevichi raggiunsero invece nelle grandi città e al fronte (in comitati militari rivoluzionari) risultati fino al 40%, mentre si consolidò la loro fiducia nel soviet di Pietroburgo (di cui presidente fu Trockij, menscevico, poi bolscevico dall'estate del 1917 O.S.) raggiungendo picchi di consenso fino al 60%.
Dei 715 rappresentanti eletti, 370 furono socialisti rivoluzionari, 175 bolscevichi, 40 socialisti rivoluzionari di sinistra (corrente di sinistra fuoriuscita dai socialisti rivoluzionari), 16 menscevichi e 17 cadetti. L'Assemblea Costituente si insediò il 5 gennaio 1918 (O.S.) in Palazzo Tauride a Pietrogrado. Intanto, la corrente politica dei socialisti rivoluzionari di sinistra decise di unirsi ai bolscevichi, scelta che portò all'unione tra il Comitato esecutivo dei Soviet contadini (socialista rivoluzionario di sinistra) e il Comitato esecutivo dei Soviet degli operai e dei soldati (bolscevico), dando vita a quello che viene conosciuto come Comitato esecutivo centrale panrusso. Nel corso della prima seduta, Viktor Černov venne eletto presidente dell'Assemblea con 244 voti contro i 153 di Marija Spiridonova, candidata dei socialisti rivoluzionari di sinistra. Inoltre, l'Assemblea Costituente venne proclamata autorità suprema di tutta Russia (Panrussa), non riconoscendo il potere dei soviet dei lavoratori (operai, contadini e soldati). I bolscevichi e i socialisti rivoluzionari di sinistra chiesero all'assemblea di ratificare tutti gli atti e i decreti emessi dai Commissari del Popolo (bolscevichi) per la distribuzione della terra ai contadini, l'apertura immediata di trattative per una pace con i paesi belligeranti, la completa separazione tra stato e chiesa; l'introduzione del matrimonio civile con uguali diritti per entrambi i coniugi, il libero divorzio, totale parità di diritti della donna rispetto all'uomo; l'introduzione della giornata lavorativa di otto ore, l'abbattimento delle differenze di trattamento fra soldati e ufficiali nell'esercito, le nazionalizzazioni dell'economia e della finanza.
L'area di destra dell'assemblea - cadetti, parte dei menscevichi, socialisti rivoluzionari facenti capo a Černov - respinse la mozione bolscevica. Così, in segno di protesta, gli stessi bolscevichi e i socialisti rivoluzionari di sinistra decisero di abbandonare l'aula. La successiva seduta venne convocata per le ore 17:00 del 6 gennaio 1918 (O.S.) ma, una volta presentatisi, i costituenti trovarono l'ingresso di Palazzo Tauride chiuso. Bolscevichi e socialisti rivoluzionari di sinistra dichiararono dissolta l'Assemblea Costituente Panrussa (mediante un decreto ratificato dal Comitato esecutivo centrale panrusso), per poi convocare il III Congresso panrusso dei deputati operai e soldati e il III Congresso panrusso dei deputati contadini che, unificati, approvarono il pieno scioglimento dell'Assemblea Costituente e la "Dichiarazione dei diritti dei lavoratori".

### Il problema delle nazionalità
La rivoluzione di febbraio e gli avvenimenti dei mesi che seguirono rinvigorirono tutta una serie di fermenti nazionalistici da sempre presenti nella complessa struttura politico-sociale della Russia.
Già a luglio 1917 Kerenskij concesse un'ampia autonomia all'Ucraina.
A novembre il governo dei Soviet riconobbe l'indipendenza della Finlandia e pubblicò una risoluzione che sanciva i diritti delle minoranze nazionali: uguali diritti per tutti i popoli, diritto di autodecisione, compreso il diritto di staccarsi dalla Russia per fondare Stati indipendenti, diritto al libero sviluppo di tutte le minoranze nazionali e gruppi etnici. Da questa dichiarazione nacquero prima la Federazione Russa e poi l'Unione Sovietica. Tuttavia, quando le truppe germaniche capitolarono nel novembre 1918, iniziò l'occupazione di tutti gli Stati dell'ex Impero zarista che si erano proclamati indipendenti.

## La pace di Brest-Litovsk
Il 3 marzo 1918 la Russia firma una pace separata con la Germania, accettando di perdere la Finlandia, l'Ucraina, la Polonia e i Paesi baltici, essendo così privata di circa 800 000 km2 di territori e del 26% della popolazione.

## L'inizio della guerra civile

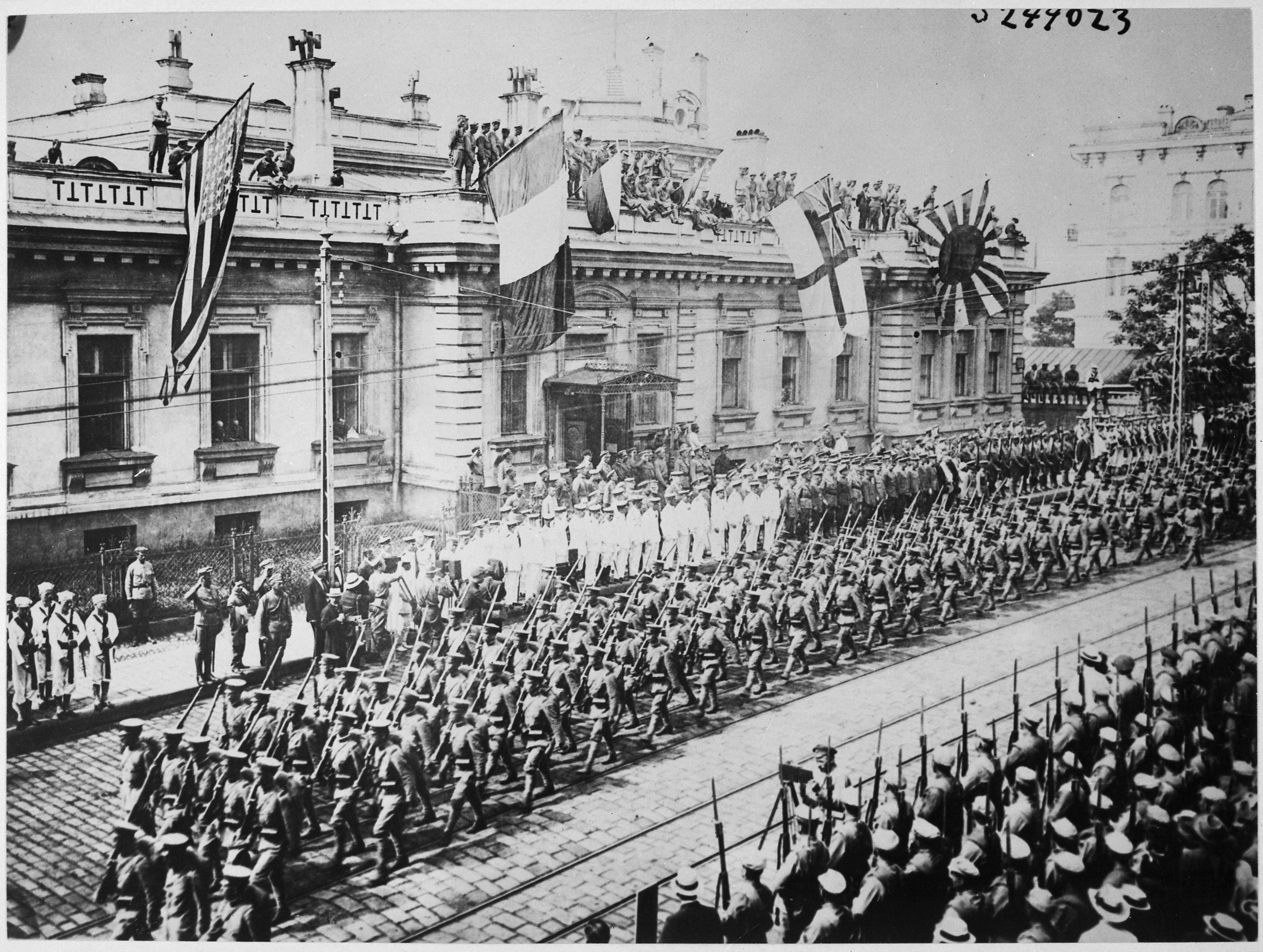
Truppe straniere, qui in parata a Vladivostok (1918), accorsero da vari paesi per contrastare la Rivoluzione a fianco dei contro-rivoluzionari, in prevalenza zaristi e nazionalisti

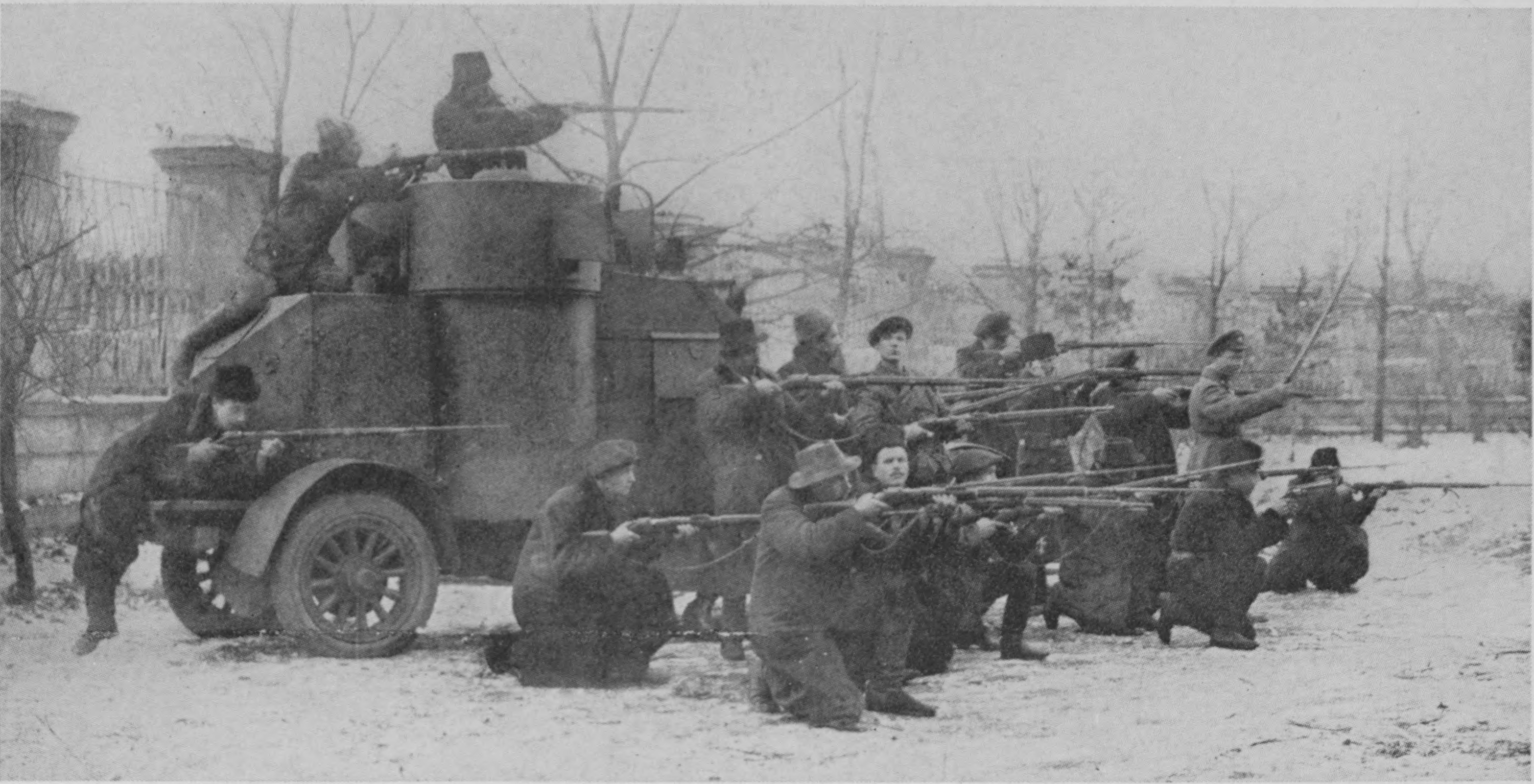
Truppe bolsceviche impegnate in combattimento durante la guerra civile

Il periodo immediatamente successivo alla firma del trattato di pace con gli Imperi Centrali sembra voler concedere al giovane potere dei soviet il tempo di consolidarsi, al punto che il 23 aprile 1918 Lenin può dichiarare "la guerra civile è, per l'essenziale, finita". In questo caso la previsione del principale dirigente bolscevico risulta errata: due mesi dopo la guerra infuria su decine di fronti ed il nuovo potere giunge, più volte, alla soglia della distruzione. Tra le molte cause che si possono riconoscere per tali avvenimenti, due sono quelle forse di maggior peso, una di ordine esterno ed una di ordine interno.
Nel giugno 1918 la Legione Cecoslovacca, in fase di trasferimento verso Vladivostok, dove avrebbe dovuto imbarcarsi per essere trasferita sul fronte occidentale, spinta da agenti delle Potenze Occidentali, che cercavano un pretesto per intervenire in Russia, e in parte anche dagli ordini diretti che provenivano da Parigi, dove si trovava un governo cecoslovacco in esilio, dà inizio ad una rivolta che coinvolge tutta la Russia asiatica e fa da attrattore per numerosi altri gruppi di oppositori al nuovo regime.
Nel suo rapido avanzare verso le regioni interne della Russia, spinge il commissario bolscevico Jakov Jurovskij, detentore del deposto zar Nicola II, a fucilare, il 17 luglio, quest'ultimo e tutta la sua famiglia. Sul fronte interno la politica del nuovo governo deve registrare una gravissima crisi tra le due forze trainanti della rivoluzione di ottobre: gli operai ed i contadini. In primavera il governo è costretto a dare inizio alle requisizioni di grano allo scopo di rifornire le città, le cui scorte sono ormai esaurite. Anche se le requisizioni, almeno all'inizio, colpiscono principalmente i contadini più agiati, i cosiddetti kulaki, sono spesso alla base di vere e proprie rivolte, talvolta dirette dai rivoluzionari socialisti. La repressione delle rivolte portò alla fucilazione di oltre 200 000 contadini.

## Approfondimenti sociali

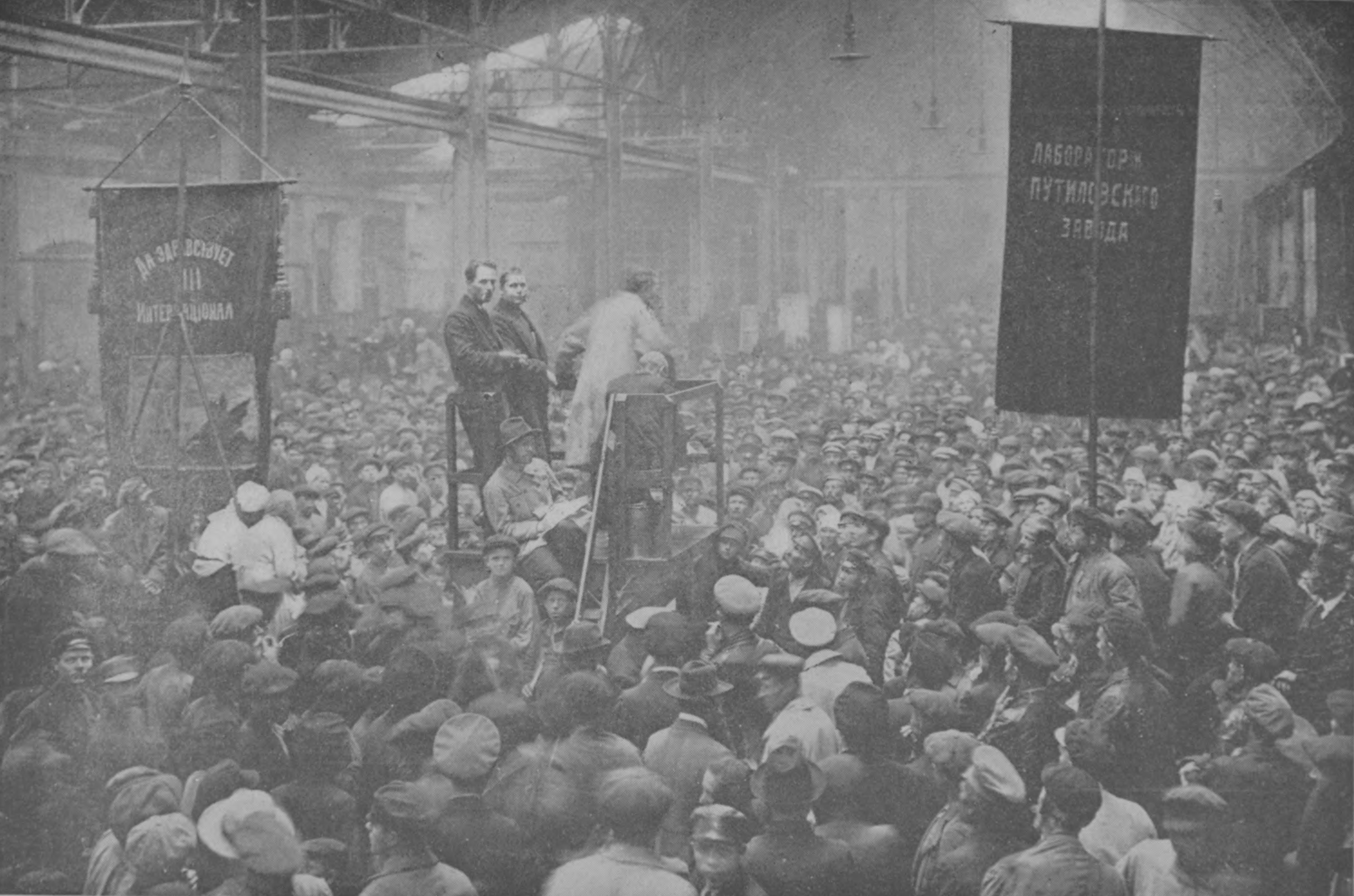
Assemblea degli operai nella fabbrica Putilov di Pietrogrado, 1917

Gli eventi della Rivoluzione Russa sono collocati nella particolare struttura sociale ed economica della Russia.
All'inizio del XX secolo la popolazione della Russia era, dal punto di vista anagrafico, per quattro quinti contadina.

### La questione contadina
Non si può capire la dinamica e le ragioni della Rivoluzione Russa senza capire la mentalità dei contadini, o senza conoscere il loro mondo. La società contadina ruotava attorno a tre pilastri: il nucleo familiare (dvor); il villaggio (selo); e la comunità (mir o obščina). Il mondo contadino era un mondo chiuso, separato dalla vita sociale ed economica cittadina. Il contadino era fedele esclusivamente al proprio villaggio, non aveva senso di identità nazionale. L'unica figura a cui andava la devozione del contadino era la figura dello Zar, divinizzata e mistificata nell'immaginario collettivo. La naturale propensione conservatrice del mužik (il contadino russo) aveva spinto la classe dirigente russa a credere che fosse essenziale per la stabilità del paese l'alleanza tra campagna e corona, e che proprio il mužik fosse il modello del suddito rispettoso dell'autocrazia russa.
I fatti smentirono una simile idea, nata dal fraintendimento della mentalità del contadino. Le campagne erano infatti lente ad infiammarsi ma volubili. Il contadino rispettava la legge solamente per paura della punizione. La stessa idea della legge e dello Stato era differente rispetto al modello occidentale. L'unica cosa che faceva stare al proprio posto i mužik era il mito dello zar buono e la speranza della spartizione della terra. Una volta cadute entrambe le speranze, le campagne si trasformarono in una distesa di focolai rivoluzionari. Con il nuovo governo rivoluzionario le terre vennero distribuite ai contadini, ma alcuni mesi dopo venne introdotto l'obbligo della consegna dei raccolti allo stato. Tale provvedimento provocò un numero considerevole di insurrezioni represse con la fucilazione di circa 200 000 contadini.

### La questione operaia
La minoranza della popolazione proletaria, rappresentata dagli operai, era concentrata in pochi centri industrializzati, quale ad esempio era San Pietroburgo, città che allora prendeva nome di Pietrogrado. La figura del proletario è la figura principale, secondo la tesi Marxista, di una rivoluzione Comunista, in quanto gli operai vivendo gli stessi problemi, vivendo tutti insieme in condizioni estreme di lavoro che portano all'alienazione, non sentono lo stesso attaccamento alla terra come i mužik (i contadini russi), ma sono maggiormente preposti all'attuazione della lotta tra classi: la rivoluzione. La strategia della rivoluzione sarebbe stata quella di esportare il modello della dittatura del proletariato in Germania, cioè in un paese sviluppato (infatti secondo la tesi marxista e leninista, la rivoluzione può avviarsi definitivamente solo con l'adesione dei paesi già sviluppati) oltre che geograficamente centrale, da lì la rivoluzione si sarebbe diramata in tutto il mondo. Altrimenti, secondo Lenin, la rivoluzione russa sarebbe servita solamente ad esportare il capitalismo in Asia (come è avvenuto); ciò nonostante l'incipit della rivoluzione va comunque ricercato in un nucleo operaio: quello dei cantieri navali di San Pietroburgo. I primi scioperi cominciarono proprio in questa città nel gennaio del '17.

### Le donne e la rivoluzione

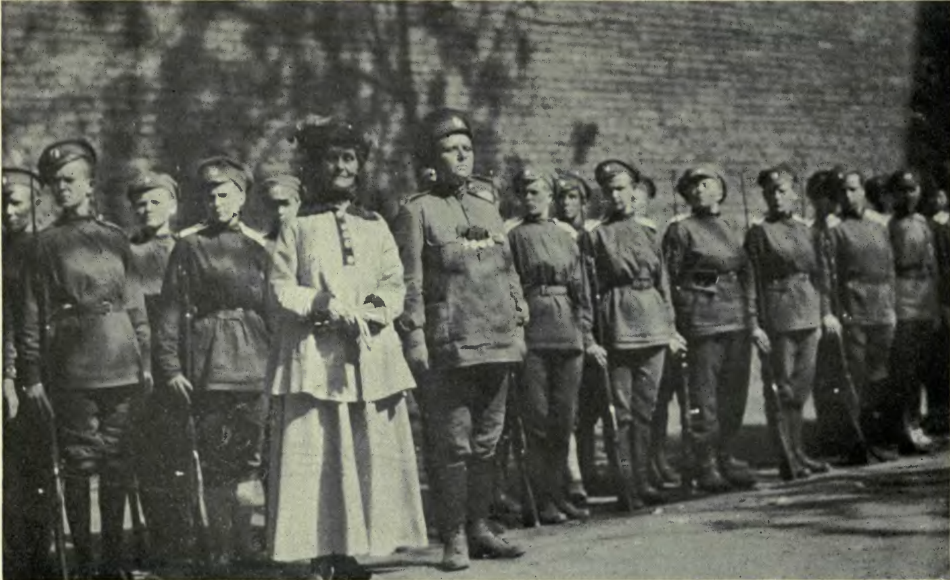
Il Battaglione della morte

Con la Rivoluzione nacquero i primi battaglioni formati di sole donne; nella foto il Battaglione della morte guidato da Marija Leont'evna Bočkarëva, fedele al governo provvisorio di Kerenskij; vestita di bianco si riconosce Emmeline Pankhurst, esponente del movimento suffragista femminile del Regno Unito.
Le donne acquisirono estrema importanza durante la guerra, in quanto dovettero sostituire gli uomini sul lavoro, favorendo così il processo di emancipazione. Tra le protagoniste della Rivoluzione vi fu Aleksandra Kollontaj che, nel 1918, divenne la prima donna al mondo a guidare un ministero, "Commissario del popolo per l'assistenza sociale", ed in seguito prima donna a divenire ambasciatrice, dal 1923, presso la Norvegia, il Messico ed infine la Svezia.
Dopo l'ottobre le donne ottennero alcune conquiste come il diritto all'elettorato attivo (votare) e passivo (farsi eleggere), il diritto all'istruzione, l'assistenza alla maternità, la parificazione dei salari con gli uomini (anche se solo formalmente, nella prassi continuavano le differenze) ed infine la possibilità di divorziare (1918) e di abortire (1920), quest'ultimo punto venne in seguito cancellato durante lo stalinismo.

## Cronologia
Nota: le date sono basate sul calendario giuliano, in vigore all'epoca in Russia, e non sul calendario gregoriano, quello che è ed era in vigore nella maggioranza dei paesi europei.
Gennaio
Scioperi e agitazioni a Pietrogrado
Febbraio
Rivoluzione di febbraio
26 -- 50 dimostranti vengono uccisi in Piazza Znamenskaja
27 -- Le truppe si rifiutano di sparare sui dimostranti, diserzioni. Prigioni, tribunali e il palazzo dell'Ochrana vengono incendiati. Le guarnigioni si uniscono ai rivoluzionari. Si forma il Soviet di Pietrogrado.
Marzo
1 -- Ordine Nr.1 del Soviet di Pietrogrado
2 -- Nicola II abdica. Si forma un governo provvisorio sotto il Primo Ministro Georgij Evgen'evič L'vov
Aprile
3 -- Ritorno di Lenin in Russia. Pubblica le sue Tesi di Aprile.
20 -- Viene pubblicata la nota di Miljukov. Cade il governo provvisorio
Maggio
5 -- Si forma un nuovo governo provvisorio. Kerenskij ministro della guerra e della marina
Giugno
3 -- Primo Congresso Pan-russo dei Soviet a Pietrogrado. Si chiuderà il 24.
16 -- Kerenskij ordina l'offensiva contro le forze Austro-Ungariche. Successo iniziale
Luglio
2 -- Termina l'offensiva russa. Trockij si unisce ai Bolscevichi
4 -- Dimostrazioni anti-governative a Pietrogrado
6 -- Contrattacco tedesco e austro-ungarico. I russi si ritirano nel panico, saccheggiando la città di Tarnopol. Viene ordinato l'arresto dei capi Bolscevichi
7 -- L'vov si dimette. Kerenskij è il nuovo Primo Ministro
22 -- Trockij e Lunačarskij arrestati
Agosto
26 -- Finisce il secondo governo di coalizione
27 -- Il Generale Kornilov tenta un Colpo di Stato che fallisce, Kornilov viene arrestato e imprigionato.
Settembre
1 -- La Russia viene dichiarata una Repubblica
4 -- Trockij e altri vengono liberati. Trockij diventa il capo del Soviet di Pietrogrado
25 -- Si forma il terzo governo di coalizione
Ottobre
10 -- Il Comitato Centrale Bolscevico si riunisce ed approva la rivolta armata
11 -- Congresso dei Soviet delle regioni settentrionali, fino al 13
20 -- Primo incontro del Comitato militare rivoluzionario di Pietrogrado
25 -- Inizio della rivolta a Pietrogrado. Kerenskij abbandona Pietrogrado
26 -- Presa del Palazzo d'Inverno. Secondo Congresso dei Soviet. Gran parte dei delegati menscevichi e i socialisti rivoluzionari di centro e di destra se ne vanno in segno di protesta contro l'esautoramento del governo Kerenskij. Decreti sulla pace e la riforma terriera. Dichiarato il governo dei Soviet - il Consiglio dei Commissari del Popolo - dominato dai bolscevichi con Lenin come presidente
Dicembre
20 -- Feliks Dzeržinskij, appena nominato commissario degli affari interni, fonda la Commissione Straordinaria Combattente per la Controrivoluzione e il Sabotaggio, la Čeka.

### Libri
- Giovanni Sabbatucci e Vittorio Vidotto, Il mondo contemporaneo, Roma, Laterza, 2019, ISBN 978-88-593-0042-7, SBN CFI0202749.
- Richard Pipes, La rivoluzione russa. Dall'agonia dell'ancien régime al terrore rosso, Milano, A. Mondadori, 1995, ISBN 88-04-37004-1, SBN LO10379634.
- Gitermann Valentin, La Rivoluzione Russa, in I propilei, Grande Storia Universale Mondadori, XX volume, Milano, Mondadori, 1966.
- AA.VV., Russia, vol. XXXII della Storia Universale Feltrinelli, Milano, 1973.
- AA.VV., Cronache e dispacci dalla Rivoluzione d'Ottobre, Milano, Pantarei 2007.
- John Reed, I dieci giorni che sconvolsero il mondo.
- Lev Trotsky, Storia della rivoluzione russa, voll. 1,2, Milano, Mondadori, 1975.
- Ettore Cinnella, La tragedia della rivoluzione russa (1917-1921).
- Ettore Cinnella, 1905. La vera rivoluzione russa, Della Porta Editori, 2008.
- George Orwell, La fattoria degli animali, Milano, A. Mondadori, 1947.
- Giuseppe Boffa, Storia dell'Unione sovietica, Mondadori, Milano 1976/9. Premio Acqui Storia 1976 e premio Viareggio 1979.
- David Mandel, The Petrograd workers and the soviet seizure of power, London, 1984, ed. MacMillan.
- Orlando Figes, La tragedia di un popolo, Milano, Mondadori, 2016.
- François Vercammen, Le tappe della Rivoluzione del 1917. In  Ernest Mandel, Ottobre 1917. Storia e significato di una rivoluzione, a cura di Antonio Moscato, traduzione di Maria Novella Pierini, Roma, Datanews, 1993  [1992],  pp. 9-19, ISBN 88-7981-099-5.
- John Reed, I DIECI GIORNI CHE SCONVOLSERO IL MONDO, Milano, Rizzoli Editore, 1980, ISBN 978-88-6596-307-4.
- AA.VV., Cronache e dispacci dalla Rivoluzione d'Ottobre, Milano, Pantarei 2007.

### Saggi e articoli
- Luciano Pellicani, Mondolfo e Gramsci di fronte alla Rivoluzione bolscevica, in "Mondoperaio", n. 2, 2001, pp. 105–110.
- Giovanna Savant, La rivoluzione russa e i socialisti italiani nel 1917-18, in Diacronie, 32,4, 29 dicembre 2017, DOI:10.4000/diacronie.6619, ISSN 2038-0925 (WC · ACNP).